# Союз свободной немецкой молодёжи
Сою́з свобо́дной неме́цкой молодёжи (ССНМ, нем. Freie Deutsche Jugend — Свободная немецкая молодежь, FDJ) — молодёжная организация в Германии (Германской Демократической Республике (ГДР), ФРГ и Западном Берлине).
В ГДР Союз свободной немецкой молодёжи был единственной официально зарегистрированной молодёжной организацией и активно поддерживался государством. После Второй мировой войны отдельные объединения ССНМ были основаны и в западных землях Германии, однако западногерманское отделение (FDJ in Westdeutschland) было запрещено в 1951 году. ССНМ являлся членом Всемирной федерации демократической молодёжи и Международного союза студентов. После объединения Германии организация пришла в упадок и сошла с политической сцены.

## История

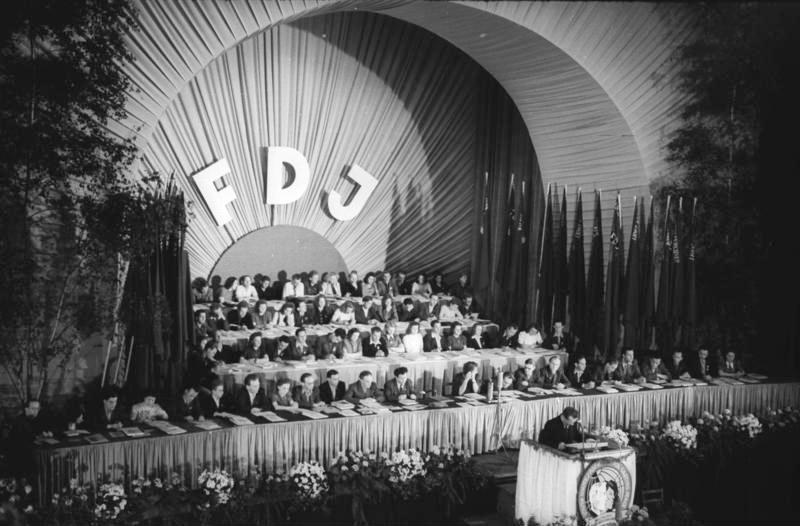
Съезд организации, 1949 год

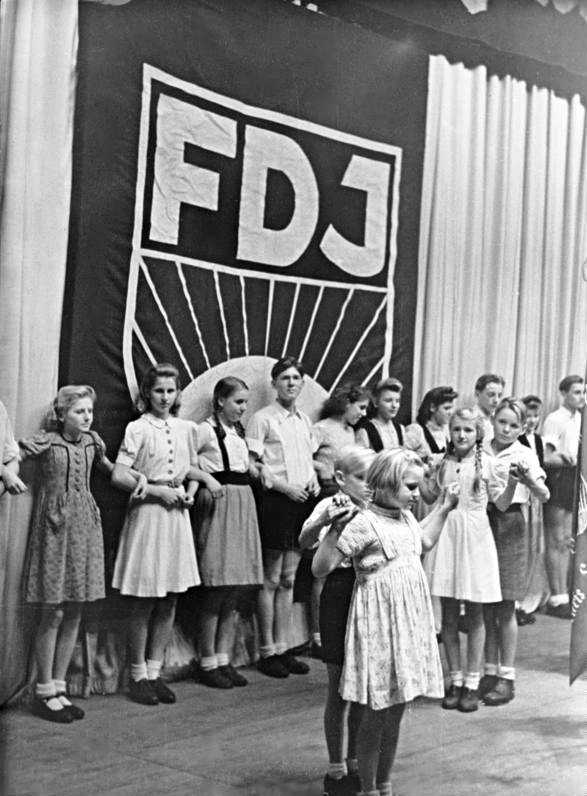
Выступление в Берлине, 1947 год

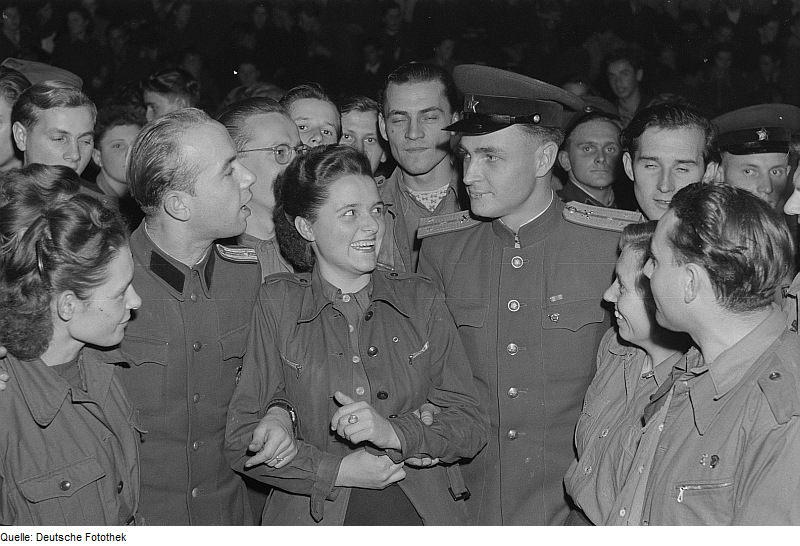
Члены ССНМ с офицером ГСВГ. Лейпциг, 1953 год

### ССНМ до 1945 года
Первые организации ССНМ начали возникать непосредственно перед Второй мировой войной усилиями эмигрантов из нацистской Германии (в июне 1936 года — в Париже, 7 мая 1938 года — в Праге, с апреля 1939 года организация существует в Великобритании). Основной задачей ССНМ в Великобритании стала поддержка молодых еврейских эмигрантов. Работа ССНМ в Чехословакии и Франции после оккупации этих стран Третьим рейхом была приостановлена, так как руководители ССНМ были вынуждены эмигрировать. Деятельность ССНМ в Великобритании прекратилась летом 1946 года, так как 200 членов организации в период с окончания войны по 1947 год вернулись обратно в Германию.
На территории советской оккупационной зоны, будущей ГДР, ССНМ был формально основан 7 марта 1946 года, когда Центральная комиссия по делам молодёжи опубликовала свои наработки устава новой общественной структуры. Название и символика (была немного изменена; на эмблеме появилось восходящее солнце) были заимствованы у организации эмигрантов, но сам факт преемственности практически не признавался.

### Основание
В июне 1946 года собрался первый съезд ССНМ. Этот съезд провозгласил четыре основных требования молодёжи: получить все политические права, право на труд и отдых, право на образование, а также право на радость и веселье. Именно эти программные требования призваны были законодательно и материально обеспечивать люди, ответственные за молодёжную политику в ГДР и ФРГ. До 1948 года не имела чёткой идеологической ориентации, в союз входили и социалисты из СЕПГ и либерал-демократы и христианские демократы, он был далеко не массовой организацией: в 1946 году в нём состояло чуть более 12 % от общего числа молодых людей восточных земель Германии подходящего возраста.

### Большевизация
В 1948—1949 годах ССНМ объявила что стала ориентироваться на марксистско-ленинскую идеологию, а сам ССНМ был объявлен резервом СЕПГ, тем самым ССНМ якобы стал напоминать ВЛКСМ, в 1949 году был принят устав ССНМ — Правление было переименовано в Центральный совет, должность председателя в должность первого секретаря Центрального совета. К началу 1950-х годах доля членов достигла 40 %. При Союзе молодёжи была образована Пионерская организация имени Эрнста Тельмана.

### ССНМ в ГДР
Самая успешная фаза в истории ССНМ соответствует 1950-м и 1960-м годам: тогда среди членов ССНМ находилось немало тех, кто был искренне воодушевлён провозглашаемыми идеалами и стремился их воплотить.
Следующий период, в который был пройден путь от стагнации до агонии, — это 1970-е и 1980-е годы. К концу 1980-х годов членами ССНМ числилось 88 % молодёжи.
Закон о молодёжи ГДР давал ССНМ обширные права в оправдание важнейшего политического тезиса — «молодёжи — доверие и ответственность».
Прежде всего, Союзу давалось право инициативы практически во всех сферах жизни молодого поколения: в труде, учёбе, культуре и так далее — причём инициативы эти имели не только принудительно-официальный характер. Именно при помощи ССНМ организовывался досуг молодёжи, распределялись туристические путёвки, строились клубы, функционировали спортивные секции и проводились соревнования.
У ССНМ были также политические и контрольные права в молодёжной сфере: представлять власти предложения и участвовать в подготовке решений по молодёжной политике, контролировать осуществление Закона о молодёжи, представлять предложения при выборе сотрудников государственного совета по вопросам молодёжи, а также участвовать в назначении руководителей молодёжных учреждений, создавать «контрольные посты ССНМ» (по выполнению государственных задач социалистической молодёжной политики).
Официально декларировалось, что «ни одно решение, затрагивающее интересы молодёжи, не может быть принято без согласия ССНМ». Для реализации этой цели Союз обладал в этот период самостоятельной фракцией в Народной палате — восточногерманском парламенте — численностью 40 человек.

### Упадок
В 1980-е годы общее для всех структур ГДР отсутствие демократичной реакции на начавшуюся в СССР «перестройку» подтачивало вертикаль власти СЕПГ. ССНМ не избежал общей участи государственных структур. Среди факторов, приведших в конечном счёте к коллапсу Союза, можно выделить следующие:
- руководство ССНМ с 1985 года в соответствии с курсом СЕПГ реагировало исключительно пассивно на изменения в странах соцблока;
- ССНМ не высказывал недовольства консервативным курсом СЕПГ, но при этом пытался не критиковать проперестроечные настроения молодёжи;
- оценка положения руководством ССНМ была далека от реальности, и до начала 1989 года развитие Союза воспринимали как «в общем успешное»;
- руководство ССНМ чересчур пассивно среагировало на предсказание ЦИИМ в конце 1988 года о возможном взрыве в молодёжной среде;
- попытки противостоять обострению ситуации были предприняты лишь в начале 1989 года и лишь декларативно, практика оставалась прежней;
- реальные изменения и преобразования в ССНМ начались лишь в сентябре-октябре 1989 года, то есть слишком поздно;
- гибель ССНМ была предрешена его неизменным в течение сорока лет назначением быть «помощником и резервом партии».

### После 1990 года
В 1990 году ССНМ прекратил сотрудничество с СЕПГ и на восточногерманских парламентских выборах выступал в блоке с Германской молодёжной партией, «Зелёной молодёжью» и Марксистским молодёжным объединением «Молодые левые» (последняя позже объединилась с бывшей либеральной молодёжной организацией «Молодые демократы»). Позже ССНМ частично сблизилась с Коммунистической партией Германии (созданная в ГДР в 1990 году, в рядах которой в 1992—1994 гг. состоял бывший лидер СЕПГ — Эрих Хонеккер) при том что последняя имеет свою молодёжную организацию — Коммунистический союз молодёжи Германии. Штаб-квартира ССНМ располагается там же, где и «Левых» — в Доме Карла Либкнехта.

## Организационная структура
ССНМ состояла из окружных организаций (Bezirksorganisation), окружные организации из районных организаций (Kreisorganisation), районные организации из первичных организаций (Grundorganisation).
Высший орган — съезд (Parlament), между съездами - конференция (Konferenz), между съездами — Центральный совет (Zentralrat), исполнительные органы — Бюро Центрального совета (Büro des Zentralrats) и Секретариат Центрального совета (Sekretariat des Zentralrats), высшее должностное лицо — Первый секретарь Центрального совета (Erster Sekretär des Zentralrats) (ранее — Председатель (Vorsitzender)).
Окружные организации
Окружные организации соответствовали округам.
Высшие органы окружных организаций — окружные конференции (Bezirksdelegiertenkonferenz) (до 1952 г.), между конференциями — окружной комитет (Bezirksleitung), исполнительный орган окружной организации — секретариат окружного комитета (Sekretariat der Bezirksleitung), высшее должностное лицо окружной организации — первый секретарь окружного комитета (Erster Sekretär der Bezirksleitung), окружной ревизионный орган — окружная ревизионная комиссия (Bezirksrevisionskomission).
Высший орган земельной организации - земельная конференция (Landesdelegiertenkonferenz)), между земельными конференциями - земельный комитет (Landesleitung), исполнительный орган земельной организации - секретариат земельного комитета (Sekretariat der Landesleitung), высшее должностное лицо земельной организации - первый секретарь земельного комитета (Erster Sekretär der Landesleitung) (до 1950 г. - председатель земельного руководства (Vorsitzender der Landesleitung)), ревизионный орган земельной организации - земельная ревизионная комиссия (Landesrevisionskomission).
Районные организации
Районные организации соответствовали районам и городам окружного подчинения.
Высший орган районной организации — районная конференция (Kreisdelegiertenkonferenz), между районными конференциями — районный комитет (Kreisleitung), исполнительный орган районной организации — секретариат районного комитета (Sekretariat der Kreisleitung), высшее должностное лицо районной организации — первый секретарь районного комитета (erster Sekretär der Kreisleitung) (до 1950 г. — председатель районного руководства (Vorsitzender der Kreisleitung)), ревизионный орган районной организации — районная ревизионная комиссия (Kreisrevisionskomission).
Районные (в городах) организации
Районные (в городах) организации соответствовали районам в городах. Созданы в первой половине 1950-х гг.
Высший орган районной (в городе) организации — районная (в городе) конференция (Stadtbezirksdelegiertenkonferenz), между районными (в городе) конференциями — районный (в городе) комитет (Stadtbezirksleitung), исполнительный орган районной (в городе) организации — секретариат районного (в городе) комитета (Sekretariat der Stadtbezirksleitung), высшее должностное лицо районной (в городе) организации — первый секретарь районного (в городе) комитета (erster Sekretär der Stadtbezirksleitung), ревизионный орган районной (в городе организации) - районная (в городе) ревизионная комиссия.
Местные организации
Местные организации (Ortsorganisation) или местные группы (Ortsgruppe) соответствовали городам и общинам. Могли создаваться по инициативе первичных организаций.
Высший орган местной организации - местная конференция (Ortsdelegiertenkonferenz), между местными конференциями - местный комитет (Ortsleitung), высшее должностное лицо местной организации - секретарь местного комитета (Sekretär der Ortsleitung) (до 1950 года - председатель местного комитета (Vorsitzender der Ortsleitung)).
Первичные организации
Существовали двух видов: по месту учёбы - учебные организации (Hochschulorganisation) (до 1950 г. - учебные группы (Hochschulgruppe)) и по месту работы - производственные организации (Betriebsorganisation) (до 1950 г. - производственные группы (Betriebsgruppe))
Учебные организации соответствовали университетам, институтам, высшим школам и специальным школам. По учебным организациям распределялись все учащие членов ССНМ - то есть большинство членов союза.
Производственные организации соответствовали предприятиям и учреждениям. По производственным организациям распределялись только работающие члены ССНМ.
Высший орган первичной организаций — общее собрание (Mitgliederversammlung), между общими собраниями — правление первичной организации (Grundorganisationsleitung), высшее должностное лицо первичной организации — секретарь первичной организации.
Цеховые организации
Стали создаваться с 1950-х годов.

### Образовательные учреждения
Образовательные учреждения — высшая школа (Hochschule), окружные школы (Bezirksschule) (до 1952 года — земельные школы (Landesschule)).

## Руководители
Председатели
- 1946—1955 — Эрих Хонеккер (1912—1994)

Первые секретари центрального совета
- 1955—1959 — Карл Намокель (1927—1988)
- 1959—1967 — Хорст Шуман (1924—1993)
- 1967—1974 — Гюнтер Ян (1930—2015)
- 1974—1983 — Эгон Кренц (род. 1937)
- 1983—1989 — Эберхард Аурих (род. 1946)

## ССНМ Западного Берлина
Возник в 1962 году, переименована в 1980 году в Социалистический молодёжный союз Карла Либкнехта (Sozialistischer Jugendverband — Karl Liebknecht). Как и ССНМ Восточной Германии, ССНМ Западного Берлина формально являлась надпартийной молодёжной организацией, фактически была молодёжным отделением Социалистической единой партии Западного Берлина. Состояла из районных ассоциаций (kreisverband), по одной на округ. Высший орган - городская конференция (stadtdelegiertenkonferenz), между городскими конференциями - городское правление (stadtvorstand), высшее должностное лицо - председатель (vorsitzender), органы районных ассоциаций - городские районные конференции (stadtkreisvorstand).

## ССНМ в ФРГ
В ФРГ ССНМ был фактической молодёжной организацией КПГ (земельные ассоциации которой в 1948 году считали себя организациями СЕПГ). В 1954 году была запрещена, также как и КПГ. В 1968 году после создания Германской коммунистической партии, её молодёжной организацией стала Социалистическая германская рабочая молодёжь (SDAJ).

## Международное сотрудничество
ССНМ является членом Всемирной федерации демократической молодёжи (ВФДМ) и была членом Международного союза студентов, сотрудничал с ВЛКСМ, Союзом польской молодёжи, Чехословацким союзом молодёжи, Союзом трудящейся молодёжи Венгрии.